# Kernbrennstoff

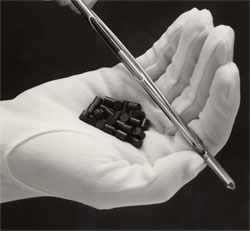
Ende eines Brennstabes und (ungebrauchte) Uranoxid-Pellets.

Kernbrennstoff (englisch special nuclear material oder englisch fissile material oder englisch nuclear fuel) ist das Material, in dem die Spaltreaktion in einer kritischen Anordnung (z. B. Kernreaktor) stattfinden kann. Eine weitere Bezeichnung ist Spaltstoff.
Jeder Kernbrennstoff enthält mindestens ein spaltbares Nuklid, meist das Isotop 235U; auch das einzelne spaltbare Nuklid wird manchmal als Kernbrennstoff bezeichnet. Es gibt verschiedene Kernbrennstoffe für die verschiedenen Reaktortypen, siehe die Abschnitte weiter unten.
Der wohl bekannteste Kernbrennstoff ist Uran. Das Schwermetall wird heute in den meisten modernen Leistungsreaktoren nicht als Natururan (viz. nicht angereichert), sondern in schwachangereicherter Form verwendet. Brennstoff bzw. Brennelemente (englisch nuclear fuel assembly) werden als abgebrannt bezeichnet, wenn diese nicht mehr maßgeblich zur Wärmeproduktion im Reaktor beitragen kann und ersetzt werden müssen. Man spricht auch von verbrauchtem Kernbrennstoff.
Im kommerziellen Kontext ist der Kernbrennstoff Uran Teil der Kernenergiewirtschaft, genauer der Uranwirtschaft.

## Definition Kernbrennstoffe
Im dt. Atomgesetz (AtG) wird der Begriff wie folgt spezifiziert:
1. Plutonium-239 und Plutonium-241,
2. mit den Isotopen 235 oder 233 angereichertes Uran,
3. jeder Stoff, der einen oder mehrere der in den Nummern 1 und 2 genannten Stoffe enthält, oder
Kernbrennstoffe können nach ihrer chemischen Beschaffenheit oder ihrer technischen Anwendungsform unterschieden werden. Die Veränderung der Zusammensetzung und weiterer Eigenschaften über die Gebrauchsdauer wird als Abbrand bezeichnet.
In den USA regelt der Atomic Energy Act of 1954 (U.S. Code Titel 42 Division A) alle Details zur Nutzung der Kernenergie und selbstverständlich auch Kernbrennstoffen.

## Weitere Spaltstoffe
Weitere Spaltstoffe sind auch die Isotope Am-242m, Cm-243, ..., Cf-249.

## Brutstoffe
Von den Kernbrennstoffen zu unterscheiden sind, umgangssprachlich, „Brutstoffe“, aus denen im Reaktorbetrieb neuer Kernbrennstoff „erbrütet“ werden kann. Die Brutstoffe werden manchmal auch als schwache Kernbrennstoffe bezeichnet. Damit sind primär die fertilen Isotope Uran-238 oder Thorium-232 gemeint. Aus ersterem wird Plutonium-239, aus letzterem wird Uran-233 synthetisiert.

## Transurane
Im laufenden Reaktorbetrieb entstehen durch Neutroneneinfang im Kernbrennstoff weitere spaltbare Nuklide (Transurane), wie beispielsweise, wie im Atomgesetz erwähnt, die Isotope Plutonium-239 oder Pu-241. Plutonium-240 hingegen ist ein Neutronengift, d. h. es hat einen hohen Wirkungsquerschnitt (Wahrscheinlichkeit) für den Neutroneneinfang gegenüber Spaltung.
Transurane unterscheiden sich hinsichtlich ihrer möglichen Nutzbarkeit/Entsorgung von den radioaktiven Spaltprodukten. Plutonium wird in MOx Brennelementen wiederverwendet bzw. verbrannt.

## Chemische Unterteilung

### Oxidische Kernbrennstoffe
Die große Mehrheit der in Leistungsreaktoren verwendeten Kernbrennstoffe ist oxidisch, z. B. die Moleküle UO2 bzw. PuO2. Sie werden primär in Leichtwasserreaktoren eingesetzt. Ihre Vorteile sind die thermische und chemische Stabilität bis in relativ hohe Temperaturbereiche. Zu den Nachteilen gehören die geringe thermische Leitfähigkeit.

### Metallischer Kernbrennstoff
Metallisches Uran wurde ursprünglich in einigen Kernreaktoren verwendet. Beispiele sind Chicago Pile, EBR-1, EBR-2 oder Magnox-Reaktoren. Die Massen-Exploration und Produktion von metallischem Uran seit dem Manhattan-Projekt, seine große Wärmeleitfähigkeit sowie die hohe Dichte waren dafür ausschlaggebend. Aufgrund der Reaktionsfreudigkeit mit Wasser, spontanen Dichteänderungen bei gewissen Temperaturen sowie dem Anschwellen während des Betriebs findet metallischer Kernbrennstoff in Leistungsreaktoren keine Verwendung mehr. Metallisches Uran kommt weiterhin in schwach- bis hochangereicherter Form in Forschungsreaktoren zum Einsatz.

### Andere feste Kernbrennstoffe
Im Zuge der Weiterentwicklung von Reaktorsystemen („vierte Generation“) gibt es Konzepte zu carbidischen und nitridischen Kernbrennstoffen. Dabei stehen die Vorteile keramischer Stoffe im Vordergrund. Zum Teil wurden diese bereits in den 1950er und 1960er Jahren erprobt, aber zugunsten der Oxide nicht weiter verfolgt. Die Vorteile liegen im Vergleich zu den Oxiden bei höheren Dichten, vergleichbar hohen Schmelztemperaturen und der etwa zehnfach höheren Wärmeleitfähigkeit.

### Flüssige Kernbrennstoffe
Eine weitere Entwicklung sind die Salzschmelzen, in denen der Brennstoff aufgelöst wird. Ein Beispiel ist FLiNaK. Durch die flüssige Phase ergeben sich ganz andere technologische Möglichkeiten und Herausforderungen an das Reaktordesign. Vorteile sind u. a. eine mögliche kontinuierliche Reinigung von Spaltprodukten, der hohe mögliche Temperaturbereich und der Wegfall der Brennelementherstellung. Ein großer Nachteil ist die Korrosivität der Salze. Zusammen mit wässrigen Uranlösungen wurden auch diese Konzepte bereits früher untersucht, dann aber nicht weiter verfolgt. Auch sie erleben im Rahmen der vierten Generation neue Aufmerksamkeit.

## Technologische Unterteilung fester Kernbrennstoffe

### Brennstäbe
Brennstäbe sind mit Abstand die am weitesten verbreitete Form von Kernbrennstoff. Typischerweise umschließt ein mehrere Meter langes, gasdichtes Hüllrohr einen Stapel von keramischen Brennstoff-Presslingen (Pellets). Keramischer Brennstoff kann aber auch in Form einer Granulat-Schüttung (siehe Pac-Kügelchen) verwendet werden. Das Hüllrohr besteht bei Leichtwasser- und Schwerwasserreaktoren aus Zirkalloy, bei Brutreaktoren aus Edelstahl.
Die Brennstäbe werden nicht einzeln verwendet, sondern bei allen Reaktortypen zu Bündeln (Brennelementen) zusammengefasst.

### Brennelemente für Hochtemperaturreaktoren
Hochtemperaturreaktoren verwenden Kernbrennstoff, der – etwa in Form kleiner UO2-Körner – in Graphit eingebettet ist. Diese Brennelemente sind bei manchen Konstruktionen tennisballgroße Kugeln, bei anderen senkrechte Säulen von prismatischem Querschnitt.

### Brennelemente für Forschungsreaktoren
In manchen Forschungs- und Ausbildungsreaktoren wurden und werden besondere Kernbrennstoffe benutzt: im Siemens-Unterrichtsreaktor Platten aus Polyethylen, die Uranoxid (U3O8)-Pulver enthielten; im TRIGA-Reaktor eine Verbindung von Uran, Zirkonium und Wasserstoff; im Münchner Forschungsreaktor FRM II speziell geformte Platten aus  Uransilicid-Aluminium-Dispersionsbrennstoff.

## Kernmaterialüberwachung und Sicherheit
Der Umgang mit Kernbrennstoffen ist gesetzlich durch das Atomgesetz geregelt. Im Zusammenhang mit Kernwaffen gibt der Nichtverbreitungsvertrag die Überwachung von Kernmaterial vor. Des Weiteren und im experimentellen Kontext spielt die Kritikalitätssicherheit eine wichtige Rolle im Umgang mit Kernmaterial.